# Matanuska
Matanuska (anglicky Matanuska River) je řeka na jihu Aljašky v USA. Je 121 km dlouhá od soutoku východních a jižních zdrojnic.

## Průběh toku
Pramení v horách Chugach a protéká údolím jižně od pohoří Talkeetna na západ. Řeka je napájena tajícím ledovcem Matanuska. Ústí do zátoky Knik Arm Cookova zálivu severně od Anchorage.

## Vodní stav
Zdroj vody je převážně ledovcový.

## Využití
Údolí řeky je důležitou zemědělskou oblastí (zelenina, brambory, živočišná výroba).